# Sansepolcro
Sansepolcro (dawniej Borgo Santo Sepolcro) – miejscowość i gmina we Włoszech, w regionie Toskania, w prowincji Arezzo.
Według danych na styczeń 2009 gminę zamieszkiwało 16 276 osób przy gęstości zaludnienia 177,9 os./km².

## Zabytki i atrakcje turystyczne

### Muzea
- Museo Civico (pol. Muzeum Miejskie). Znajduje się tu obraz Zmartwychwstanie (ok. 1463) Piero della Francesca, który angielski pisarz Aldous Huxley ocenił jako „najwspanialszy obraz na świecie”. W Muzeum znajdują się także prace innych malarzy: Santi di Tito, Raffaellino del Colle i Luca Signorelli.
- Muzeum Ruchu Oporu Sancepolcro (wł. Il Museo della Resistenza di Sansepolcro)
- Muzeum Witraży
- Aboca Museum z siedzibą w Palazzo Bourbon del Monte.

### Kościoły
- Katedra
- Badia di San Bartolomeo w Succastelli
- Konwent w Montecasale
- Kościół Buon Gesù
- Kościół św. Franciszka
- Kościół św. Franciszka Salezego
- Kościół św. Jana Chrzciciela
- Kościół św. Wawrzyńca
- Kościół św. Michała Archanioła
- Kościół św. Rocha
- Kościół św. Augustyna
- Kościół św. Antoniego Opata
- Kościół Santa Maria dei Servi
- Kościół Santa Maria delle Grazie
- Kościół św. Marty
- Kościół św. Teresy od Dzieciątka Jezus
- Kościół Najświętszego Serca
- Kościół św. Józefa Robotnika
- Kościół św. Pawła Apostoła
- Kościół Santa Maria al Melello
- Dawny Kościół św. Klary
- Dawny Kościół św. Marii Magdaleny
- Oratorium Towarzystwa Chrystusa Ukrzyżowanego
- Oratorium Konfraterni Śmierci
- Oratorium św. Łazarza
- Oratorium Madonna delle Legna

### Inne
- Teatr Dantego
- Cmentarz w Sansepolcro

## Miasta partnerskie
- Neuchâtel
- Neuves-Maisons
- Sinj